# Царевич (оперетта)
«Царевич» (нем. Der Zarewitsch) — оперетта в трёх актах австро-венгерского композитора Франца Легара. Авторы либретто: Хайнц Райхерт, Бела Йенбах, по мотивам драмы «Царевич» польской писательницы Габриэлы Запольской. Хотя действие оперетты происходит в России XIX века, в сюжете использованы отдельные моменты трагической судьбы царевича Алексея Петровича.
«Царевич» относится к поздним произведениям Легара (период начиная с «Паганини») и, как и другие произведения этого периода, по музыкальному стилю приближается к опере. И действие, и музыка гораздо более драматичны, чем в ранних опереттах композитора, счастливый конец отсутствует.
Впервые оперетта была поставлена в Берлинском театре «Deutsches Künstlertheater» 21 февраля 1927 года, в главных ролях были Рита Георг и Рихард Таубер. Премьера имела триумфальный успех. Из музыки к этой оперетте особую популярность получили «Einer wird kommen» и «Песня о Волге» (Wolgalied), позднее прозвучавшая на похоронах Легара.
Постановка оперетты продолжается и в наши дни, в разное время в постановках и экранизациях участвовали такие известные исполнители, как Лиза Делла Каза, Николай Гедда, Тереза Стратас, Веслав Охман, Рита Штрайх, Фриц Вундерлих.

## Основные действующие лица
| Персонаж         | Имя в оригинале | Голос   |
| ---------------- | --------------- | ------- |
| Царевич          | Zarewitsch      | тенор   |
| Соня             | Sonja           | сопрано |
| Иван, камердинер | Iwan            | баритон |
| Маша, жена Ивана | Mascha          | сопрано |
| Первый министр   | Großfürst       | бас     |
| Лина             | Lina            | сопрано |

## Сюжет
Алексей, молодой сын русского царя и наследник престола, находится в меланхолии и отказывался от контактов с женщинами. Императорская семья беспокоится о будущем династии. Его дядя проявляет изобретательность и направляет к царевичу балерину Соню, переодетую мужчиной.
Алексей быстро разоблачает обман. Сначала он возмущён, но красота юной танцовщицы покоряет его, и они влюбляются друг в друга. По мнению семьи, Соня выполнила свой долг, и её следует удалить от Алексея, поскольку о браке не может быть и речи. Но влюбленная пара отказывается подчиниться.
Поскольку давление усиливается, пара вместе со своими слугами Иваном и Машей скрывается в Неаполе. Но вскоре их местонахождение перестаёт быть тайной. Дядя снова призывает престолонаследника подумать о своих обязанностях и вступить в брак, соответствующий его статусу.
Неожиданно приходит сообщение из царского двора — отец Алексея, русский император, скончался. Теперь Алексею предстоит стать новым царём Российской Империи. Влюбленные покоряются судьбе и расстаются с тяжёлым сердцем.

## Музыкальные номера

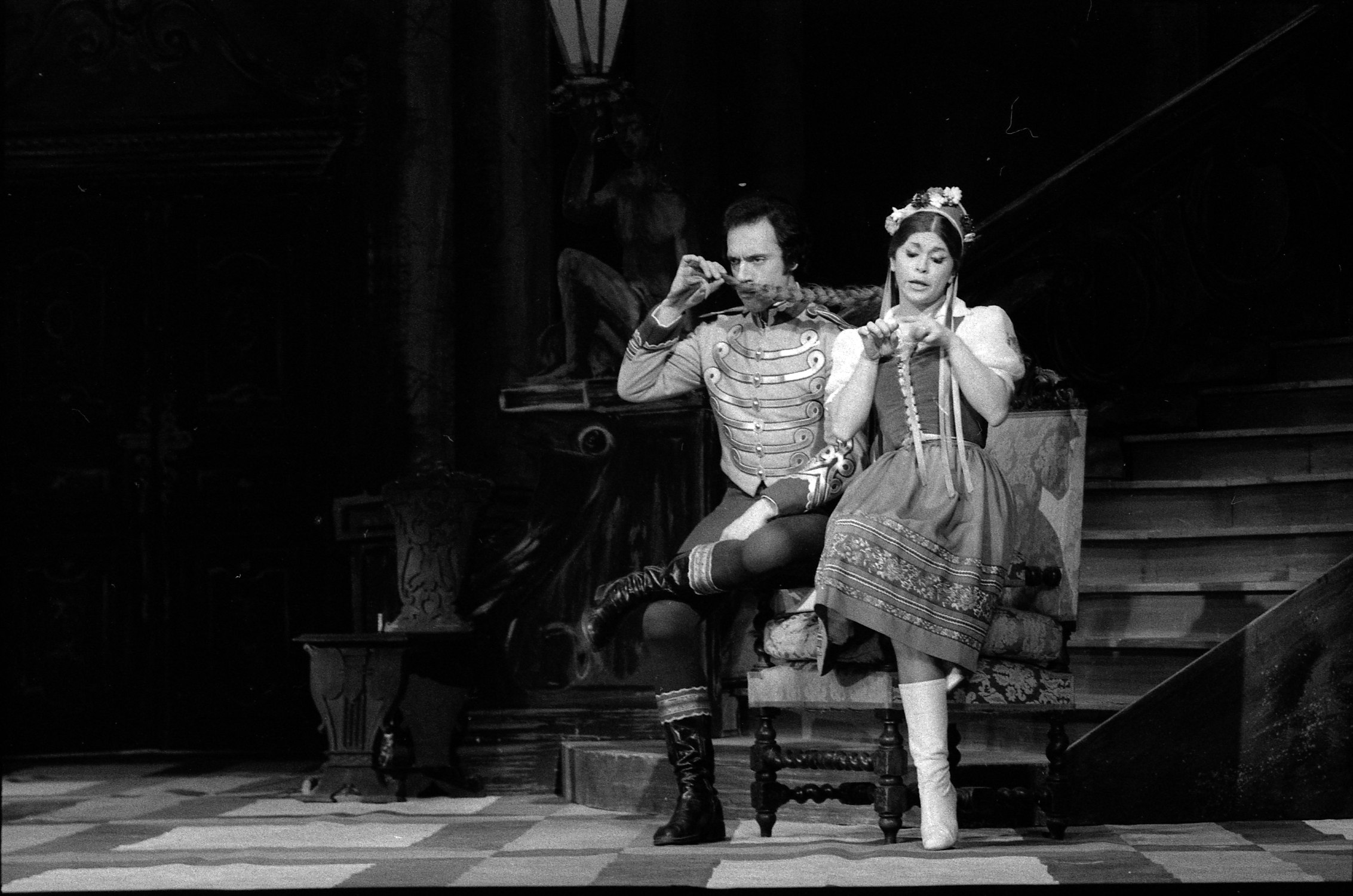
Сцена Маши и Ивана. Тулузский «Théâtre du Capitole»

1. Es steht ein Soldat am Wolgastrand (песня о Волге)
2. Dich nur allein nenne ich mein
3. Einer wird kommen, der wird mich begehren
4. Allein, wieder allein (Wolgalied)
5. Ein Weib! Du ein Weib!
6. Herz, warum schlägst du so bang
7. Bleib bei mir
8. Heute hab' ich meinen schönsten Tag
9. Was mir einst an dir gefiel
10. Bin ein glückseliges Menschenkind
11. Es warten die kleinen Mädchen
12. Setz dich her!
13. Berauscht hat mich der heimatliche Tanz
14. Intermezzo
15. Kosende Wellen
16. Mädel, wonninges Mädel
17. Komm an meine Brust
18. Für den grossen Zar